# Robert Woodworth
Robert Sessions Woodworth (Massachusetts, 17 d'octubre de 1869 – Nova York, 4 de juliol de 1962) fou un psicòleg estatunidenc graduat a Harvard i a Colúmbia, deixeble de William James i col·laborador de prominents figures com Leta Stetter Hollingworth, James Rowland Angell i Edward Thorndike. La seva obra Psicologia: estudi de la vida mental, publicada el 1921, va ser llibre de text emprat com a introducció a la psicologia a les universitats durant generacions. Un altre llibre de gran difusió fou Psicologia experimental, que escrigué conjuntament amb Harold H. Schlosberg. És també conegut per introduir la fórmula funcionalista estímul-organisme-resposta (E-O-R), que declarava la importància de la motivació en la resposta.

## Biografia
Woodworth nasqué a Belchertown (Massachusetts) el 1869. Era el fill d'un ministre congregacionista garduat a Yale College, i d'una mestra graduada al Mount Holyoke College. Com que la seva mare de era la tercera esposa del seu pare, Woodworth va pujar en una família nombrosa, amb germans procedents dels anteriors matrimonis. El seu pare, que era de caràcter autoritari, li donà una educació estricta i després l'envià a un centre d'ensenyament secundari a Newton, Massachusetts, amb la intenció que es fes sacerdot com ell. El 1891 es graduà al Amherst College, però durant el darrer any escollí com a assignatura optativa, psicologia amb el professor Charles Edward Garman, cosa que el feu canviar de plans. En acabar començà a treballar com a mestre de matemàtiques en una escola de Topeka (Kansas), on romangué dos anys.
Acabat el contracte, assistí a una conferència de G. Stanley Hall i quedà tan impressionat per l'èmfasi del ponent en “la importància del descobriment a través de la investigació”, que col·locà un rètol amb la paraula “investigació” en la seva taula d'estudi a casa. El seu interès continuà llegint Principis de psicologia de William James i el 1895, decidí toranar a la universitat. Aquesta vegada ingressà a Harvard on fou alumne de filosofia amb Josiah Royce, de psicologia amb William James, i d'història amb George Santayana. Allà conegué a Edward Lee Thorndike i a Walter B. Cannon i tots tres esdevingueren bons amics. El professor James els animà a escriure en un diari els seus anhels i, mentre que als seus companys els costava que els seus anhels personals trobessin satisfacció en els fets del dia a dia, Woodworth notà que sovint somiava amb tòpics incomplets o interromputs, cosa que més tard desenvoluparia amb Bluma Zeigarnik en l'anomenat efecte Zeigarnik.
El 1896, Woodworth es graduà i passar a treballar en el departament de Medicina de la mateixa universitat, Col·laborant en les observacions dels experiments de Cannon sobre les emocions i la fam. James McKeen Cattell li oferí treballar amb ell a la Universitat de Colúmbia, que era una de les dues escoles del corrent funcionalista. El 1899, es doctorà amb una seva tesi que es titulà "Precisió del moviment voluntari."

## Investigacions
Thorndike, treballà amb Woodworth en el concepte de transferència d'aprenentatge: volia esbrinar si les disciplines formatives aguditzaven la capacitat d'aprenentatge dels alumnes i arribà a la conclusió que no eren útils en aquest sentit. El tema estava relacionat amb una qüestió punyent en la seva època dins l'àmbit de l'educació, autors com James se centraven en la importància de l'objecte d'estudi, partint de la idea que el cervell pot ser entrenat, però hi havia matèries com el llatí que s'ensenyaven pel seu valor acadèmic i no per la seva utilitat en la vida ordinària d'una persona. Woodworth i Thorndike investigaren empíricament els beneficis d'una educació basada en la transferència d'aprenentatge i no li trobaren efectivitat. Però, com deien els seus contemporanis, no van fer servir un grup de control i això feu que els resultats fossin de poc valor.
El 1902, Woodworth acceptà treballar con a col·lborador amb Charles Sherrington a la universitat de Liverpool. Sherrington i Cattell li oferiren després un lloc de treball fix a Colúmbia, on romangué la resta de la seva vida professional.

### Psicometria
Woodworth seguí la línia marcada per Cattell: realitzar mesures i tests psicològics. Primer estigué a càrrec d'un projecte en què efectuà 1.100 tests durant la fira agrícola de Saint Louis (Missouri) de l'any 1904. Allà, bona part dels assistents eren d'ètnia afroamericana, Woodworth notà diferencies en els resultats que altres haurien atribuït a això, però actuà amb una ment oberta per al seu teps. A més, Woodworth estava en desacord amb el costum de la seva època que marcava les civilitzacions amb etiquetes de “primitives” o “avançades” perquè creia que les diferències en l'escala del temps evolutiu són probablement mínimes com per produir canvis en el cervell. L'estudi interpretava que les diferències eren degudes a dos factors: interns (funcionament de la ment i mida) i externs (color de la pell), però això feia difícil fer comparacions empíriques, ja que les característiques no eren igualment mesurables, i les diferències individuals eren també molt grans segons Woodworth, per això els experiments que pretenien demostrar diferències marcades entre ètnies estaven equivocats, ja que ignoraven la superposició dins d'una població..
El 1906, l'Associació Americana de Psicologia nomenà Woodworth com a part d'un comité d'estudi de psicometria. Amb l'entrada en la primera guerra mundial, l'Associació li demanà que col·laborés en evitar el que llavors anomenaven persones impactades contra l'escut (trastorn per estrès posttraumàtic). Creà el WPDS (Woodworth Personal Data Sheet), el pimer test de personalitat, el qual mesurava l'estabilitat emocional per saber com era de susceptible un soldat a patir el dit trastorn. Malgrat que el test va estar a punt massa tard per ser útil, va ser de gran influència com a base per crear altres tests de personalitat per mesurar el neuroticisme.
Woodworth publicà el 1921 Psicologia: un estudi de la vida mental i el 1938 Psicologia experimental que utilitzà com a llibres de text per a estudiants.
A més d'exposar la seva teoria, considerava que els diferents corrents psicològics podien ser complementaris els uns dels altres i no incompatibles, per la qual cosa el 1932 publicà un altre llibre Escoles contemporànies en Psicologia en què descrivia la història de la psicologia. Fou la primera vegada que algú resumia els cinquanta anys d'existència d'aquesta ciència i això només fou possible al seu punt de vista tolerant i de ment oberta.
El 1914, Woodworth fou escollit president de l'APA, i en el discurs d'agraiment aprofità per exposar la qüestió de l'existència de pensaments no lligats a imatges. Passà l'estiu del 1912 treballant al laboratori d'Oswald Külpe investigant en això. A diferència d'Edward Bradford Titchener, Woodworth afirmava que si bé hi ha molts pensaments als quals els corresponen sensacions i/o imatges, altres no.
Woodworth s'oposà a les “taules epistemològiques de lleis” com les emprades per Titchener i John Watson, per oferir un punt de vista massa rígid i preferia les explicacions més eclèctiques.

## Psicologia de la motivació
Woodworth introduí i popularitzà l'expressió estímul-organisme-resposta, per descriure el seu enfocament funcionalista i per marcar la diferència amb l'expressió emprada pels conductistes estímul-resposta, en la seva obra Psicologia. Exposaria la teoria al complet en els llibres Dinàmica de la psicologia (1918) i Dinàmica del comportament (1958).
En la seva fórmula E-O-R, Woodworth feia notar que l'estímul produeix un efecte diferent o resposta depenent de l'estat de l'organisme, el qual és un mediador en la relació entre l'estímul i la resposta.
Woodworth defensava la creació d'un vocabulari tècnic propi de la psicologia, en comptes d'emprar definicions subjectives segons els autors, però aquesta proposta fou ignorada pels membres de la comunitat.
Per la seva conveniència ignorà el fet que estava en una posició influent i important, com la de ser president de la Divisió de Recerca del Consell Nacional d'Antropologia i Psicologia, i no volgué imposar els seus criteris. Escriví una autobiografia en la qual demostrà la mateixa modèstia.
El 1956, Woodworth fou el primer guardonat amb la medalla d'or de la Fundació Americana de Psicologia com a “distinció pel ser servei continuat envers la investigació i l'educació i per les seves contribucions al creixement de la psicologia mitjançant la divulgació en les publicacions científiques.”
Persistent en la seva tasca, Woodworth continuà treballant a la Universitat de Colúmbia fins als 70 anys, però seguí fent conferències fins als 89 i escrivint fins als 91. Woodworth morí el 4 de juliol del 1962.